# Coccophagoides fasciativentris
Coccophagoides fasciativentris är en stekelart som först beskrevs av Girault 1908.  Coccophagoides fasciativentris ingår i släktet Coccophagoides och familjen växtlussteklar. Inga underarter finns listade i Catalogue of Life.